# Psyllocarpus psyllocarpoides
Psyllocarpus psyllocarpoides är en måreväxtart som först beskrevs av Dimitri Sucre Benjamin, och fick sitt nu gällande namn av Joseph Harold Kirkbride. Psyllocarpus psyllocarpoides ingår i släktet Psyllocarpus och familjen måreväxter. Inga underarter finns listade i Catalogue of Life.